# خور عنجر
خور عنجر هي بلدة في منطقة أوبوك الشمالية في جيبوتي. تقع على الساحل الغربي لمضيق باب المندب. يخدم المدينة مطار هيركال، مهبط طائرات 7 كيلومتر (4 ميل) شمال غرب.

## نظرة عامة
يقع خور عنجر في الساحل الغربي لمضيق باب المندب وفي الشمال الشرقي لجمهورية جيبوتي، 298 كيلومتر (185 ميل) (عن طريق البر) لمدينة جيبوتي. تشمل البلدات والقرى المجاورة مول هولة (27 كم)، أوبوك (59 كم)، الرحيطة (48 كم).

## المناخ
أحر أشهر السنة هو يوليو بمتوسط درجة حرارة 34.9 درجة مئوية. يتم الوصول إلى أدنى مستوى سنوي في شهر يناير، عندما يبلغ متوسط درجة الحرارة 26.3 درجة مئوية. التفاوت في هطول الأمطار بين أكثر الشهور جفافًا وأكثرها مطرًا هو 9 ملم. يتفاوت متوسط درجات الحرارة خلال العام بـ 8.6 درجة مئوية. السماء دائما صافية ومشرقة طوال العام.
| البيانات المناخية لـخور عنجر            | البيانات المناخية لـخور عنجر | البيانات المناخية لـخور عنجر | البيانات المناخية لـخور عنجر | البيانات المناخية لـخور عنجر | البيانات المناخية لـخور عنجر | البيانات المناخية لـخور عنجر | البيانات المناخية لـخور عنجر | البيانات المناخية لـخور عنجر | البيانات المناخية لـخور عنجر | البيانات المناخية لـخور عنجر | البيانات المناخية لـخور عنجر | البيانات المناخية لـخور عنجر | البيانات المناخية لـخور عنجر |
| الشهر                                   | يناير                        | فبراير                       | مارس                         | أبريل                        | مايو                         | يونيو                        | يوليو                        | أغسطس                        | سبتمبر                       | أكتوبر                       | نوفمبر                       | ديسمبر                       | المعدل السنوي                |
| --------------------------------------- | ---------------------------- | ---------------------------- | ---------------------------- | ---------------------------- | ---------------------------- | ---------------------------- | ---------------------------- | ---------------------------- | ---------------------------- | ---------------------------- | ---------------------------- | ---------------------------- | ---------------------------- |
| متوسط درجة الحرارة الكبرى °م (°ف)       | 29.8 (85.6)                  | 29.8 (85.6)                  | 31.4 (88.5)                  | 33.2 (91.8)                  | 35.8 (96.4)                  | 38.2 (100.8)                 | 39.8 (103.6)                 | 39.0 (102.2)                 | 37.1 (98.8)                  | 34.4 (93.9)                  | 31.8 (89.2)                  | 30.3 (86.5)                  | 34.2 (93.6)                  |
| متوسط درجة الحرارة الصغرى °م (°ف)       | 22.8 (73.0)                  | 23.4 (74.1)                  | 24.4 (75.9)                  | 25.8 (78.4)                  | 27.9 (82.2)                  | 30.0 (86.0)                  | 30.0 (86.0)                  | 29.4 (84.9)                  | 29.5 (85.1)                  | 26.5 (79.7)                  | 24.4 (75.9)                  | 23.3 (73.9)                  | 26.5 (79.6)                  |
| معدل هطول الأمطار مم (إنش)              | 5 (0.2)                      | 4 (0.2)                      | 8 (0.3)                      | 3 (0.1)                      | 1 (0.0)                      | 0 (0)                        | 4 (0.2)                      | 6 (0.2)                      | 9 (0.4)                      | 4 (0.2)                      | 7 (0.3)                      | 6 (0.2)                      | 57 (2.3)                     |
| المصدر: Climate-Data.org, altitude: 10m |                              |                              |                              |                              |                              |                              |                              |                              |                              |                              |                              |                              |                              |

## روابط خارجية
- خريطة القمر الصناعي في Maplandia.com